# Mirollia angusticerca
Mirollia angusticerca är en insektsart som beskrevs av Andrej Vasiljevitj Gorochov och Kang 2004. Mirollia angusticerca ingår i släktet Mirollia och familjen vårtbitare. Inga underarter finns listade i Catalogue of Life.